# 순흥면
순흥면(順興面)은 대한민국 경상북도 영주시의 면이다. 넓이는 54.4km2이고, 인구는 2015년 말 기준으로 2,349명이다.

## 역사
| Daedongyeojido (Gyujanggak) 14-04.jpg | Daedongyeojido (Gyujanggak) 14-03.jpg |
| Daedongyeojido (Gyujanggak) 15-03.jpg | Daedongyeojido (Gyujanggak) 15-02.jpg |

순흥면은 흥주 도호부가 있던 곳으로, 고려의 유신 안향의 고향이며 소수서원이 있는 곳이다. 조선시대에 단종의 복위를 꾀하다가 순흥부사 이보흠이 역적으로 몰려 죽음을 당하였다. 이때 순흥읍내의 남자들은 젖먹이까지 남김없이 죽임을 당해 30리 일대에 피로 물들었다고 한다. 폐읍이 되었다가 230년 후에야 예전의 독자적인 행정구역으로 복위되었다.
- 고구려시대 : 급벌산군(及伐山郡)이라 불림
- 통일신라시대 : 급산군(及山郡)이라 불림
- 고려시대 : 흥주(興州)로 개칭
- 고려 성종 : 순정(順政)으로 개칭
- 고려 충목왕 4년 : 순흥부(順興府)로 개칭
- 조선 태종 14년 (1413년) : 순흥도호부(順興都護府) 설치
- 조선 세조 4년 (1458년) : 순흥도호부를 폐지하고 일부를 영주(榮川), 풍기군(豊基郡), 봉화현(奉化縣)에 편입
- 조선 숙종 10년 (1683년) : 순흥도호부(順興都護府)로 회복
- 조선 고종 34년 (1895년) : 순흥군(順興郡) 설치
- 1914년 4월 1일 : 부군면 통폐합으로 순흥군(順興郡), 풍기군(豊基郡), 영주군(榮州郡)이 병합되어 영주군 순흥면이 됨
- 1980년 4월 1일 : 법률 제3188호 (1979.12.28 공포)로 영주읍이 영주시로 승격되어 영풍군 순흥면이 됨
- 1995년 1월 1일 : 법률 제4744호 (1994.08.30 공포)로 영주시와 영풍군이 통합되어 영주시 순흥면이 됨

## 행정 구역
| 법정리 | 행정리                    | 비고                  |
| ------ | ------------------------- | --------------------- |
| 내죽리 | 내죽1리, 내죽2리          |                       |
| 덕현리 | 덕현리                    |                       |
| 배점리 | 배점1리, 배점2리          |                       |
| 석교리 | 석교1리, 석교2리          |                       |
| 읍내리 | 읍내1리, 읍내2리, 읍내3리 | 면행정복지센터 소재지 |
| 지동리 | 지동1리, 지동2리, 지동3리 |                       |
| 청구리 | 청구1리, 청구2리          |                       |
| 태장리 | 태장1리, 태장2리, 태장3리 |                       |